# 泉守紀
泉守紀（日语：／ Izumi Shuki，1898年2月11日—1984年10月21日）日本政治人物、官員。
山梨縣北都留郡大原村（今大月市）出身，其父為教育界人士。1923年畢業於東京帝國大學法學部。畢業後進入內務省工作，前往青森縣廳赴任，此後在各地擔任警察部門職位。
1943年7月，正在擔任北海道內政部長的泉守紀接到命令，被任命為沖繩縣知事。7月26日前往沖繩赴任。早期他維持沖繩特有的文化和歷史，獲得琉球人的支持。但後來便長期壓制與日本相違背的沖繩文化，比如說禁止豬廁的使用。他辦事嚴苛，因此下屬對他很不滿。泉守紀受到孤立，一直希望調任。在任一年半期間有九次出差，總出差時間佔整個任職時間達三分之一之多。
泉守紀主張與美軍展開地面戰，讓居民疏散到其他地方去，但居民都不報熱心。他又反對軍方設置慰安所、召集慰安婦，與軍方產生矛盾。1944年底，泉守紀就居民疏散的問題前往東京向陸軍軍務局長真田穰一郎等人報告，未獲支持。泉守紀準備於翌年1月13日回沖繩去，但就在前一天接到内務次官山崎巖的命令，就任香川縣知事。此時美軍正準備進攻沖繩，泉守紀因此被人批評為貪生怕死之人。
泉守紀於1月12日至4月21日期間擔任香川縣知事一職。日本投降之後，擔任「日本交通安全協會」（今全日本交通安全協會）第一任專務理事。1984年因衰老而死去，享年86歲。
| 泉守紀          |                                        |                 |
| 前任： 早川元   | 沖繩縣知事 1943年7月26日-1945年1月12日 | 繼任： 島田叡   |
| 前任： 小菅芳次 | 香川縣知事 1945年1月12日-1945年4月21日 | 繼任： 木村正義 |